# Izaak Celnikier

Getto – obraz Izaaka Celnikiera prezentowany na wystawie Arsenał w 1955 r.

Izaak Celnikier (ur. 8 maja 1923 w Warszawie, zm. 11 listopada 2011 w Paryżu) – polski i żydowski malarz, rysownik i grafik. Więzień gett żydowskich w okupowanej Polsce.

## Życiorys
Od 1934 do 1938 roku wychowanek warszawskiego Domu Sierot prowadzonego przez Janusza Korczaka. Po wybuchu II wojny światowej z matką i siostrą uciekł do Białegostoku, gdzie w 1941 roku trafił do białostockiego getta. W getcie został zatrudniony w stolarni i pracował u kopistów niemieckiego przemysłowca Oscara Steffena. Podczas likwidacji getta w 1943 roku został przewieziony do więzienia w Łomży, a następnie deportowany kolejno do obozów w: Sztutowie (Stutthof), Birkenau (Auschwitz II i Auschwitz III), gdzie był przydzielony do Malerkommando 78 Siemens, Mauthausen, Sachsenhausen i Flossenbürga. W transporcie z Flossenbürga do Dachau w kwietniu 1945 roku został ranny w nogę podczas ostrzeliwania pociągu przez samoloty alianckie, a pod koniec kwietnia został odnaleziony przez amerykańskich żołnierzy pośród konających i zabitych. Podczas powrotu do kraju został zatrzymany na granicy czeskiej, oskarżony o zdradę i osadzony w sowieckim obozie w Šumperku na Morawach, jednak przed zesłaniem do łagrów uciekł do Pragi.
W 1945 roku powrócił do Białegostoku, gdzie pomagał przy wznoszeniu grobów na terenie zlikwidowanego getta. Między 1946 a 1951 rokiem Celnikier studiował w Wyższej Szkole Sztuk Stosowanych w Pradze pod kierunkiem Emila Filli. Tu w 1949 roku powstał jego obraz „Getto”.
Od 1952 roku pracował w Warszawie współpracując z czasopismami „Nowa Kultura”, „Przegląd Kulturalny” i „Przegląd Artystyczny”. W 1955 roku wziął udział w przygotowaniach do Ogólnopolskiej Wystawy Młodej Plastyki zorganizowanej w Galerii Arsenał w Warszawie z okazji V Światowego Festiwalu Młodzieży i Studentów pod hasłem „Przeciw wojnie – przeciw faszyzmowi”. Na wystawie zaprezentował obraz „Getto”, za który dostał nagrodę.
W 1957 roku otrzymał stypendium Ministra Kultury i Sztuki na wyjazd do Paryża, gdzie pozostał na stałe. W kolejnych latach artysta odwiedził Izrael, namalował tu pejzaże okolic Jerozolimy. W 1967 roku otrzymał z rąk francuskiego pisarza i ministra kultury André Malraux odznaczenie Kawalera Orderu Sztuki i Literatury.
Tematyka prac Izaaka Celnikiera obejmowała: wspomnienia z getta i obozów koncentracyjnych, Holokaust; portrety kobiet, pejzaże i martwe natury. W Polsce jego prace były prezentowane w roku 1992 w Galerii Zachęta w Warszawie oraz w 1996 roku w Muzeum Narodowym w Poznaniu. W 2005 roku Muzeum Narodowe w Krakowie zorganizowało wystawę „Izaak Celnikier. Malarstwo, grafika, rysunek”, za którą artysta w 2006 roku otrzymał nagrodę im. Witolda Wojtkiewicza. Od listopada 2023 roku do czerwca 2024 Żydowski Instytut Historyczny im. Emanuela Ringelbluma prezentuje prace artysty z lat 1946-1964 na wystawie „Niewielkie resztki z Solnej. Izaak Celnikier wobec doświadczenia Zagłady”.